# Hripsime Djanpoladjian
Hripsime Djanpoladjian (în rusă Рипсимэ Микаэловна Джанполадян-Пиотровская, transliterat: Ripsime Mikaelovna Djanpoladian-Piotrovskaia, în armeană Հռիփսիմե Ջանփոլադյան; n. 26 august 1918, Republica Democrată Armeană – d. 25 august 2004, Sankt Petersburg, Rusia) a fost o arheologă și epigrafistă sovietică, originară din Armenia.

## Biografie
S-a născut în anul 1918 pe drumul spre Tbilisi, ca urmare a faptului că familia ei încerca să scape de Genocidul Armean. Părinții ei, care se numeau Mikael și Iranianak, aveau deja un fiu pe nume Gurgen. Familia ei era bogată ca urmare a faptului că deținea o licență de exploatare a zăcămintelor de sare din Nahicevan.
Părinții ei s-au mutat la Erevan, după instaurarea puterii sovietice în Armenia. După absolvirea școlii secundare, Hripsime a decis să studieze arheologia la Universitatea de Stat din Erevan. A absolvit cursurile universitare în 1940, după care a fost inclusă în echipa de arheologi care efectua săpături în ruinele cetății Teishebaini de pe dealul Karmir-Blur. În timpul acestor săpături arheologice l-a întâlnit pe viitorul ei soț, arheologul rus Boris Piotrovski. Hripsime Djanpoladjian a descoperit o figurină a zeului urartian al războiului, iar cultura urartiană a devenit specialitatea lui Piotrovski. Cei doi arheologi s-au căsătorit la Erevan în 1944, iar fiul lor Mihail Piotrovski s-a născut acolo.
Hripsime Djanpoladjian a murit în 2004, după o lungă boală, și a fost înmormântată în cimitirul Smolenska din Sankt Petersburg, lângă soțul ei.

## Carieră
În 1948 Hripsime Djanpoladjian și-a susținut teza de doctorat în arheologie, intitulată „Mkhitar Gosh și Mănăstirea Nor Getik”, care a examinat multe dintre inscripțiile descoperite acolo. Interesul ei pentru epigrafie a continuat și în perioada următoare, iar în anul 1977 Hripsime Djanpoladjian a publicat, împreună cu Suren Avagyan, un nou catalog de inscripții armene. Ea a lucrat la Institutul de Arheologie al Academiei de Arte a URSS și la Departamentul Oriental al Muzeului Ermitaj. Pe lângă propriile sale cercetări cu privire la Armenia medievală, ea a editat toate lucrările științifice ale soțului ei (printre care și o istorie enciclopedică a Muzeului Ermitaj), inclusiv jurnalele, notele de călătorie și autobiografia lui.

### Săpăturile de la Dvin
Studiul istoric al lui Hripsime Djanpoladjian cu privire la săpăturile efectuate în 1951 în situl Dvin au demonstrat că acel oraș a fost un centru important al producției de sticlă în epoca medievală. Acest studiu a contribuit la creșterea interesului pentru industria sticlei din orașul Dvin în perioada cuprinsă între secolul al IX-lea și secolul al XIII-lea, cu un accent deosebit pe comerțul cu Orientul Mijlociu. Ea a reușit să demonstreze că meșterii armeni copiau obiectele de sticlărie de producție siriană.

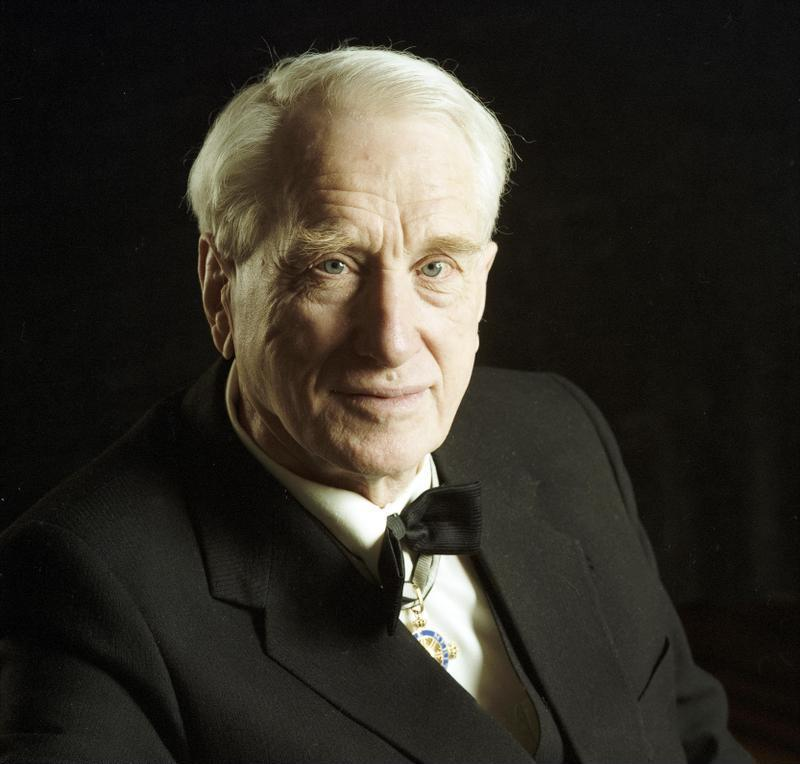
Soțul: Boris Piotrovski
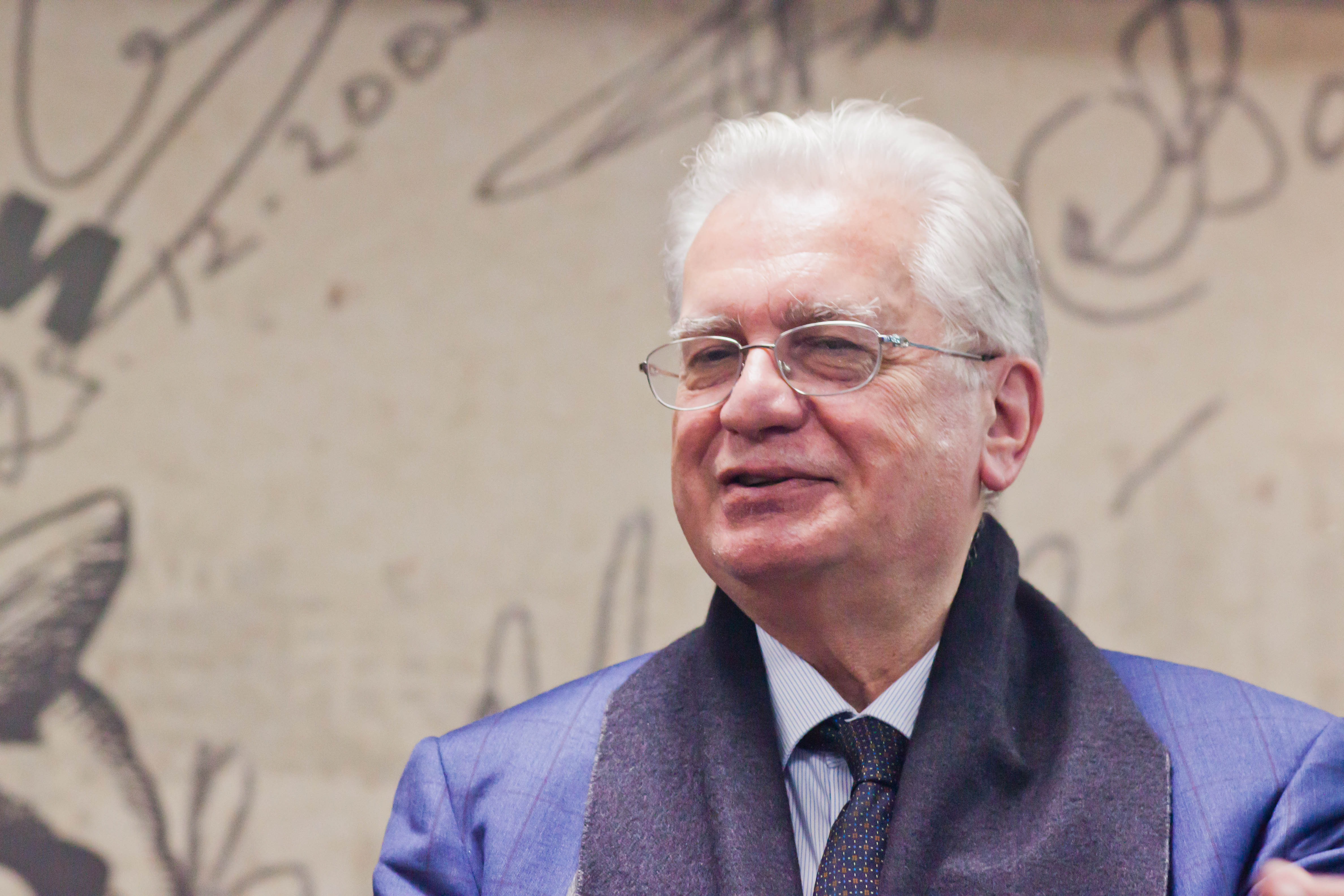
Fiul: Mihail Piotrovski
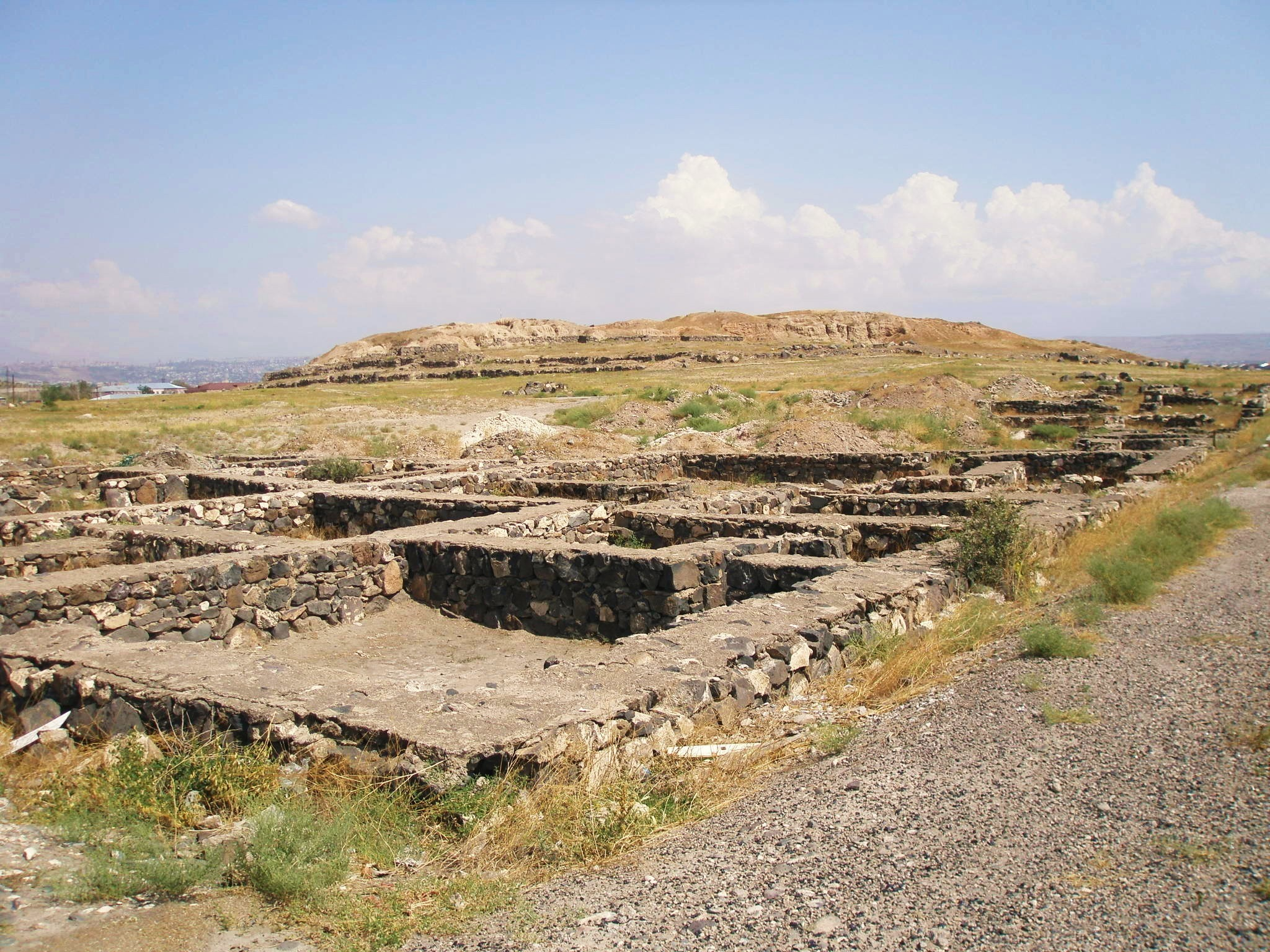
Situl arheologic de pe dealul Karmir Blur
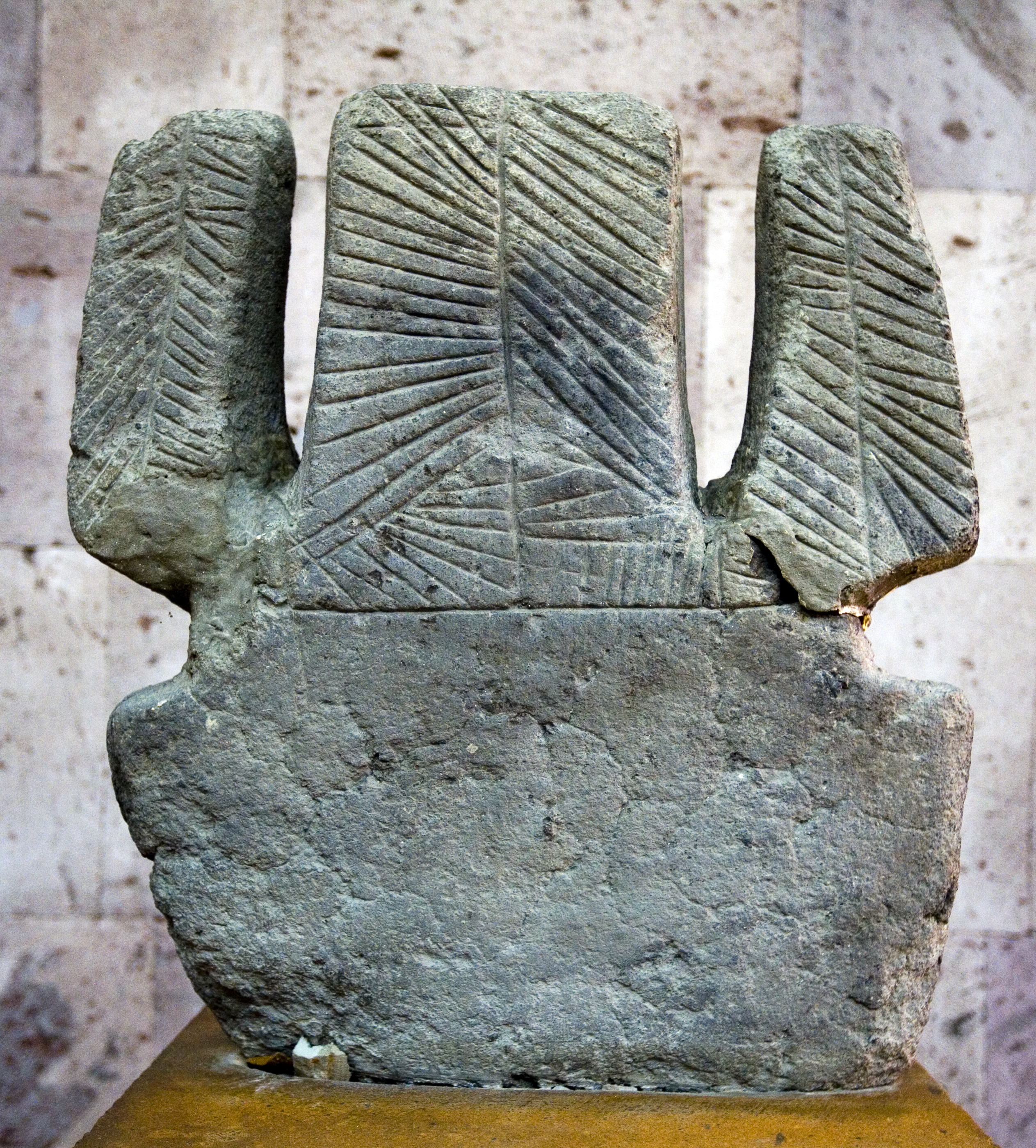
Idolul de la Karmir Blur
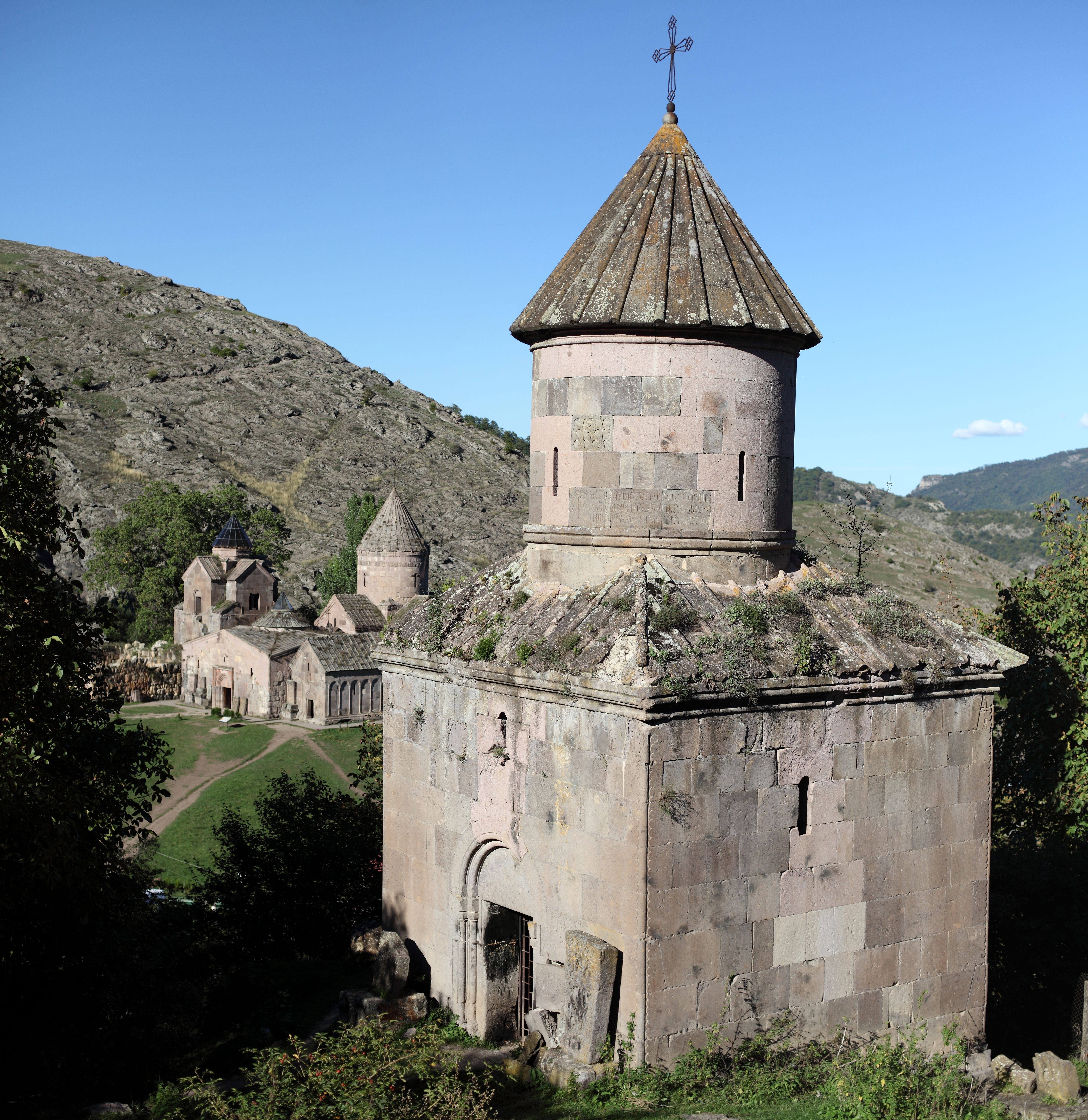
Mormântul lui Mkhitar Gosh
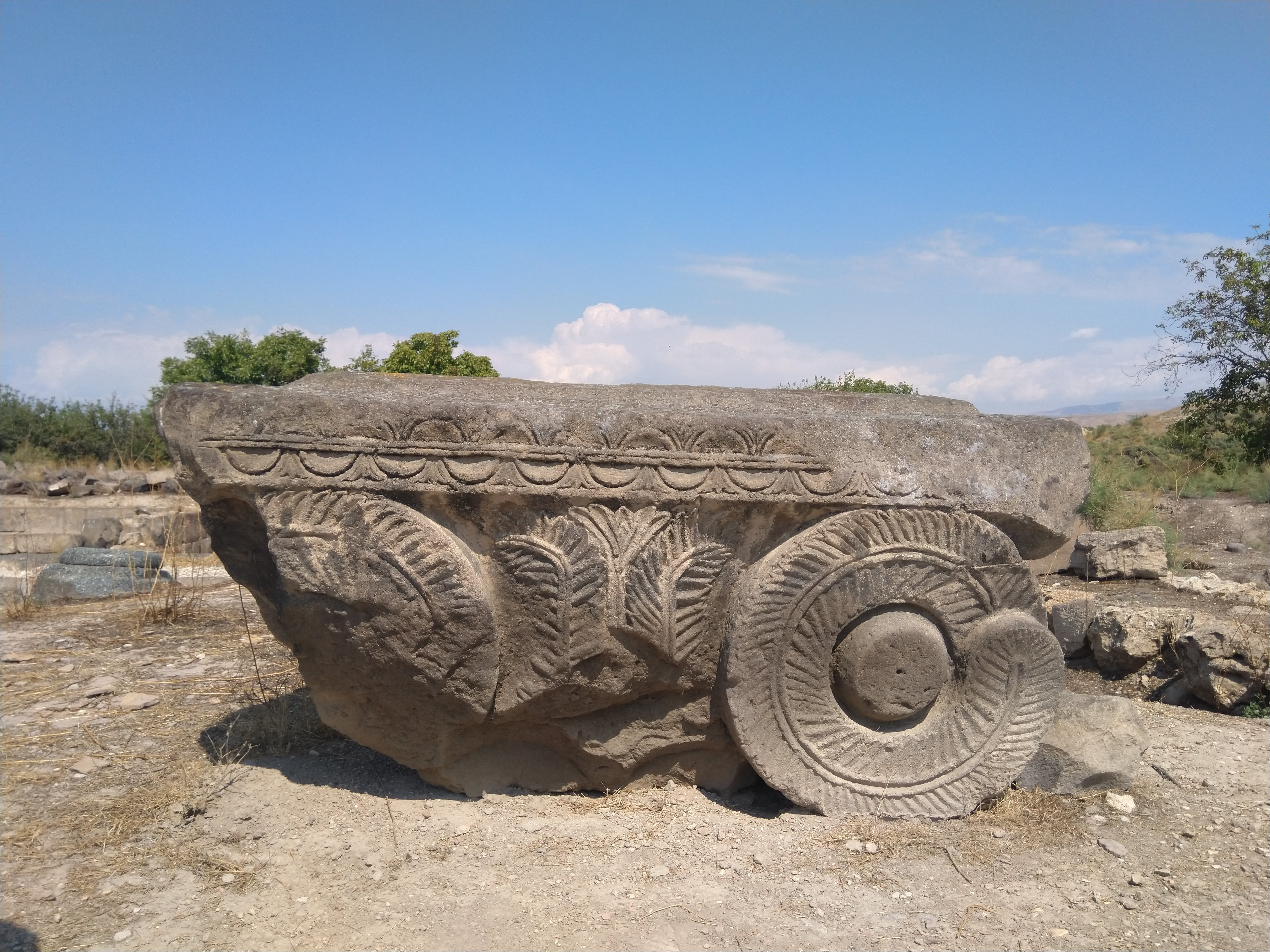
Ruinele orașului antic Dvin, 2019